# Bis - Maysa
Bis - Maysa é um álbum de compilação duplo das canções da cantora brasileira Maysa, lançado em 2000, e faz parte da coleção "Bis" da EMI Music. Em cada edição há um repertório escolhido de algum artista. Com exceção das canções "Não É mais Meu" e "Rasguei Minha Fantasia", todas as faixas do último álbum de estúdio da cantora foram adicionadas nos dois CDs. Há também bastante canções extraídas do álbum ao vivo Canecão Apresenta Maysa de 1969.

## Faixas
| Disco 1 |                                                                                            |                                                                               |                                            |
| #       | Canção                                                                                     | Composição                                                                    | Fonte original                             |
| 1       | "Eu Sei Que Vou Te Amar"                                                                   | Tom Jobim / Vinicius de Moraes                                                | Maysa É Maysa... É Maysa... É Maysa (1959) |
| 2       | "Recado"                                                                                   | Djalma Ferreira / Luis Antônio                                                | Maysa É Maysa... É Maysa... É Maysa (1959) |
| 3       | "Meditação"                                                                                | Tom Jobim / Newton Mendonça                                                   | Voltei (1960)                              |
| 4       | "Alguém Me Disse"                                                                          | Evaldo Gouveia / Jair Amorim                                                  | Voltei (1960)                              |
| 5       | "Hino ao Amor (Hymne a L'amour)"                                                           | Édith Piaf / Marguerite Monnot / Vrs. Odair Marsano                           | Maysa É Maysa... É Maysa... É Maysa (1959) |
| 6       | "Castigo - Fim de Caso"                                                                    | Dolores Duran                                                                 | Maysa (1974)                               |
| 7       | "Morrer de Amor"                                                                           | Oscar Castro Neves / Luvercy Fiorini                                          | Maysa (1974)                               |
| 8       | "Até Quem Sabe?"                                                                           | João Donato / Lysias Ênio                                                     | Maysa (1974)                               |
| 9       | "Não Sei (No Other Love)"                                                                  | B. Russell / P. Weston / Vrs. Aloysio de Oliveira                             | Maysa (1974)                               |
| 10      | "Os Olhos da Madrugada"                                                                    | Carlos Lyra                                                                   | Maysa (1974)                               |
| 11      | "Quebranto"                                                                                | Ruy Maurity / José Jorge                                                      | Maysa (1969)                               |
| 12      | "Um Dia"                                                                                   | Egberto Gismonti                                                              | Maysa (1969)                               |
| 13      | "Light My Fire" (ao vivo)                                                                  | Manzarek / Densmore / Krieger / Morrison                                      | Canecão Apresenta Maysa (1969)             |
| 14      | Fantasia de Trombones (ao vivo): "Demais" / "Meu Mundo Caiu" / "Preciso Aprender a Ser Só" | Tom Jobim / Aloysio de Oliveira \| Maysa \| Marcos Valle / Paulo Sérgio Valle | Canecão Apresenta Maysa (1969)             |

| Disco 2 |                                                      |                                               |                                            |
| #       | Canção                                               | Composição                                    | Fonte original                             |
| 1       | "Dindi"                                              | Tom Jobim / Aloysio de Oliveira               | Voltei (1960)                              |
| 2       | "A Felicidade"                                       | Tom Jobim / Vinicius de Moraes                | Maysa É Maysa... É Maysa... É Maysa (1959) |
| 3       | "Bom Dia, Tristeza"                                  | Adoniran Barbosa / Vinicius de Moraes         | Convite para Ouvir Maysa nº 2 (1958)       |
| 4       | "Manhã de Carnaval"                                  | Luiz Bonfá / Antônio Maria                    | Maysa É Maysa... É Maysa... É Maysa (1959) |
| 5       | "O Grande Amor"                                      | Tom Jobim / Vinicius de Moraes                | Maysa (1974)                               |
| 6       | "Bloco da Solidão"                                   | Evaldo Gouveia / Jair Amorim                  | Maysa (1974)                               |
| 7       | "Você Abusou"                                        | Antônio Carlos Pinto / Jocafi                 | Maysa (1974)                               |
| 8       | "Agora É Cinza"                                      | Alcebíades Barcelos "Bide" / Armando "Marçal" | Maysa (1974)                               |
| 9       | "Ne Me Quitte Pas" (ao vivo)                         | Jacques Brel                                  | Canecão Apresenta Maysa (1969)             |
| 10      | "Meu Mundo Caiu" / "Ouça" / "Tarde Triste" (ao vivo) | Maysa                                         | Canecão Apresenta Maysa (1969)             |
| 11      | "Se Todos Fossem Iguais a Você" (ao vivo)            | Tom Jobim / Vinicius de Moraes                | Canecão Apresenta Maysa (1969)             |
| 12      | "Eu e a Brisa" (ao vivo)                             | Johnny Alf                                    | Canecão Apresenta Maysa (1969)             |
| 13      | "Hoje É Dia de Amor"                                 | Luiz Bonfá / Maria Helena Toledo              | Maysa (1974)                               |
| 14      | "Tema Triste"                                        | Antônio Adolfo / Tibério Gaspar               | Maysa (1969)                               |